# Чемпионат Алжира по футболу
Первая Профессиональная лига Алжира (фр. Algerian Ligue Professionnelle 1, араб. الرابطة الجزائرية المحترفة الأولى لكرة القدم‎) — высший футбольный дивизион Алжира, основанный в 1962 году, также называемый по спонсорским причинам Nedjma Championnat d’Algérie. В футбольную систему Алжира также входят Вторая лига, Межрегиональный дивизион, состоящий из 4 групп (Inter-Regions), и Региональная лига из 12 групп (Ligue Regional).
Футбол появился на территории современного Алжира, когда страна была французской колонией. С 1904 по 1913 год проводился чемпионат Алжира, где победителями становились такие команды как «Спортивный клуб Оран» и «Галлия Спорт».
В 1916 года футбольные турниры в Алжире начали проводиться в трёх департаментах — Алжир, Константина и Оран. Призёры каждого департамента получали право сыграть в Североафриканском чемпионате, где выходили на поле против команд из других колоний Франции — Марокко и Туниса. Наибольшее число в этом турнире одержала команда «Бель-Аббес» из Лиги Орана, имеющая в своём активе 7 титулов.
После провозглашения независимости Туниса и Марокко в 1956 году Североафриканский чемпионат перестали проводить, а Алжир организовал турнир среди лучших команд трёх своих департаментов. В сезоне 1959/60 чемпионат Алжира был разыгран среди 10 команд, фактически являвшийся одной из 22 французских региональных лиг высшего любительского уровня.
В 1962 году Алжир стал независимым государством и начал проводить собственный чемпионат. Первым победителем чемпионата независимого Алжира стал «УСМ Алжир». Наибольшее число побед в чемпионате завоевал клуб «Кабилия», имеющий в своём активе 14 титулов (последний в сезоне 2007/08). Действующим победителем турнира является «МК Алжир» (2023/24).

## Участники
В сезоне 2023/24 в чемпионате Алжира выступали 16 команд.
| Команда     | Город       | Стадион                        | Вместимость |
| ----------- | ----------- | ------------------------------ | ----------- |
| Белуиздад   | Алжир       | 21 августа 1955                | 10 000      |
| Бен Акноун  | Алжир       | Стадион Эль Мокрани            | 300         |
| Бискра      | Бискра      | Стадион 18 Февраля             | 24 000      |
| ЭС Сетиф    | Сетиф       | 8 мая 1945                     | 25 000      |
| ЖС Кабилия  | Тизи-Узу    | 1 ноября 1954                  | 15 000      |
| Константина | Константина | Мохамед-Хамлауи                | 13 000      |
| Магра       | Магра       | Стадион имени братьев Бушелиге | 8 000       |
| МК Алжир    | Алжир       | Омар-Хамади                    | 64 000      |
| МК Оран     | Оран        | Ахмед-Забана                   | 40 000      |
| Параду АС   | Алжир       | Дар-Эль-Бейда                  | 8 000       |
| Саура       | Бешар       | 21 августа 1955                | 20 000      |
| УСМ Алжир   | Алжир       | Омар-Хамади                    | 10 000      |
| УСМ Хеншела | Хеншела     | Амар Хамам                     | 8 000       |
| АСО Шлеф    | Эш-Шелифф   | Мохамед-Бумезраг               | 18 000      |
| Эль Баяд    | Эль-Баяд    | Закария Медждуба               | 15 000      |
| ЮС Суф      | Эль-Уэд     | 20 August 1955                 | 9 000       |

## Победители по сезонам
- 1962/63 — УСМ Алжир
- 1963/64 — УСМ Аннаба
- 1964/65 — Белуиздад
- 1965/66 — Белуиздад
- 1966/67 — НА Хуссейн Дей
- 1967/68 — ЭС Сетиф
- 1968/69 — Белуиздад
- 1969/70 — Белуиздад
- 1970/71 — Оран
- 1971/72 — МК Алжир
- 1972/73 — Кабилия
- 1973/74 — Кабилия
- 1974/75 — МК Алжир
- 1975/76 — МК Алжир
- 1976/77 — Кабилия
- 1977/78 — МК Алжир
- 1978/79 — МК Алжир
- 1979/80 — Кабилия
- 1980/81 — РК Куба
- 1981/82 — Кабилия
- 1982/83 — Кабилия
- 1983/84 — ГС Маскара
- 1984/85 — Кабилия
- 1985/86 — Кабилия
- 1986/87 — ЭС Сетиф
- 1987/88 — Оран
- 1988/89 — Кабилия
- 1989/90 — Кабилия
- 1990/91 — МО Константина
- 1991/92 — Оран
- 1992/93 — Оран
- 1993/94 — УС Шауиа
- 1994/95 — Кабилия
- 1995/96 — УСМ Алжир
- 1996/97 — Константина
- 1997/98 — УСМ Эль Хараш
- 1998/99 — МК Алжир
- 1999/00 — Белуиздад
- 2000/01 — Белуиздад
- 2001/02 — УСМ Алжир
- 2002/03 — УСМ Алжир
- 2003/04 — Кабилия
- 2004/05 — УСМ Алжир
- 2005/06 — Кабилия
- 2006/07 — ЭС Сетиф
- 2007/08 — Кабилия
- 2008/09 — ЭС Сетиф
- 2009/10 — МК Алжир
- 2010/11 — АСО Шлеф
- 2011/12 — ЭС Сетиф
- 2012/13 — ЭС Сетиф
- 2013/14 — УСМ Алжир
- 2014/15 — ЭС Сетиф
- 2015/16 — УСМ Алжир
- 2016/17 — ЭС Сетиф
- 2017/18 — Константин
- 2018/19 — УСМ Алжир
- 2019/20 — Белуиздад
- 2020/21 — Белуиздад
- 2021/22 — Белуиздад
- 2022/23 — Белуиздад
- 2023/24 — МК Алжир

## Выигранные титулы по клубам
| № | Клуб           | Кол-во титулов | Выигранные сезоны                                                                  |
| - | -------------- | -------------- | ---------------------------------------------------------------------------------- |
| 1 | Кабилия        | 14             | 1973, 1974, 1977, 1980, 1982, 1983, 1985, 1986, 1989, 1990, 1995, 2004, 2006, 2008 |
| 2 | Белуиздад      | 10             | 1965, 1966, 1970, 1971, 2000, 2001, 2020, 2021, 2022, 2023                         |
| 3 | ЭС Сетиф       | 8              | 1968, 1987, 2007, 2009, 2012, 2013, 2015, 2017                                     |
| 3 | УСМ Алжир      | 8              | 1963, 1996, 2002, 2003, 2005, 2014, 2016, 2019                                     |
| 3 | МК Алжир       | 8              | 1972, 1975, 1976, 1978, 1979, 1999, 2010, 2024                                     |
| 5 | Оран           | 4              | 1971, 1988, 1992, 1993                                                             |
| 6 | Константина    | 2              | 1997, 2018                                                                         |
| 7 | УСМ Аннаба     | 1              | 1964                                                                               |
| 7 | НА Хусейн Дей  | 1              | 1967                                                                               |
| 7 | АСО Шлеф       | 1              | 2011                                                                               |
| 7 | МО Константина | 1              | 1991                                                                               |
| 7 | РК Куба        | 1              | 1981                                                                               |
| 7 | ГС Маскара     | 1              | 1984                                                                               |
| 7 | УС Шауиа       | 1              | 1994                                                                               |
| 7 | УСМ Эль Хараш  | 1              | 1998                                                                               |

## Лучшие бомбардиры
| Сезон   | Футболист           | Клуб          | Г  |
| ------- | ------------------- | ------------- | -- |
| 2006/07 | Шейк Умар Дабо      | Кабилия       | 17 |
| 2007/08 | Набиль Хемани       | Кабилия       | 16 |
| 2008/09 | Мохамед Мессауд     | АСО Шлеф      | 19 |
| 2009/10 | Хадж Бугеш          | МК Алжир      | 17 |
| 2010/11 | Аль-Арби Судани     | АСО Шлеф      | 18 |
| 2011/12 | Мохамед Мессауд     | АСО Шлеф      | 15 |
| 2012/13 | Мустафа Джаллит     | МК Алжир      | 14 |
| 2013/14 | Альбер Эбоссе       | Кабилия       | 17 |
| 2014/15 | Валид Деррарджа     | Эль-Эульма    | 16 |
| 2015/16 | Мохамед Зубья       | Оран          | 13 |
| 2016/17 | Ахмед Гасми         | НА Хусейн Дей | 14 |
| 2017/18 | Усама Дарфалу       | УСМ Алжир     | 18 |
| 2018/19 | Закария Наиджи      | Параду        | 20 |
| 2019/20 | Абденнур Бельхочини | УСМ Бел-Аббес | 10 |
| 2019/20 | Ламин Абид          | Константина   | 10 |
| 2019/20 | Мохамед Тиаиба      | Айн-Млила     | 10 |
| 2020/21 | Амир Саюд           | Белуиздад     | 20 |
| 2021/22 | Сами Фриуи          | МК Алжир      | 17 |
| 2022/23 | Зин Туми Сиф        | Арбаа         | 13 |
| 2022/23 | Мохамед Суибаа      | АСО Шлеф      | 13 |
| 2023/24 | Юсеф Белайли        | МК Алжир      | 14 |
| 2023/24 | Исмаил Белкасеми    | УСМ Алжир     | 14 |